# Andrej Čehovin
baron Andrej pl. Čehovin, slovenski baron in častnik, * 26. avgust 1810, Dolanci v Gornji Branici, † 10. september 1855, Baden.

## Življenje
Čehovin se je rodil v kmečki družini, šolal pa se je sprva pri svojem stricu, duhovniku, v Postojni, nato pa ga nadaljeval v Gorici in Ljubljani, kjer je dokončal gimnazijo. Po končanem šolanju je kljub šibkemu zdravju in slabotni telesni konstrukciji vstopil v vojaško šolo. 
Leta 1855 pa je med opravljanjem vojaške službe v Mantovi močno zbolel, zaradi česar je odšel v bolnišnico v Badnu, kjer je 10. septembra istega leta umrl.

## Vojaška kariera
Leta 1831 je bil sprejet med topničarje, šolanje pa je začel v Ljubljani in ga nadaljeval na Dunaju. Zelo hitro je napredoval in leta 1847 dosegel čin nadtopničarja oziroma nadognjarja (oberfeuerwerker).
Svojo nadarjenost je pokazal med vojno med kraljevino Piemont in Avstrijo. Čehovin je s svojo enoto služil pod znamenitim avstrijskim maršalom Josefom Radetzkym.
Za zasluge ga je cesar Franc Jožef 13. junija 1850 odlikoval z najvišjim vojaškim odlikovanjem, viteškim križem vojaškega reda Marije Terezije. Po pravilih tega reda je bil hkrati tudi povišan v baronski stan, kot vojak pa je napredoval v čin nadporočnika.
Kasneje je napredoval v čin stotnika. 
Po njem se danes imenuje vojašnica Slovenske vojske, vojašnica barona Andreja Čehovina v Postojni. Na robu rojstne vasi so mu postavili figuralni spomenik. Kip je izklesal kipar Anton Bitežnik (znan kot avtor Gregorčičevega nagrobnika), podstavek je oblikoval Max Fabiani 1898. V obdobju italijanske kraljevine so domačini kip skrili in ga kasneje znova postavili. Na podstavku so napisi v različnih jezikih. Slavijo hrabra dejanja častnika in naštevajo njegova odlikovanja.

## Odlikovanja
- viteški križ vojaškega reda Marije Terezije
- Velika srebrna medalja za hrabrost
- Velika zlata medalja za hrabrost
- Viteški red tretjega razreda
- Viteški red sv. Jurija